# Minardi
Minardi je bivša momčad Formule 1 koja se natjecala u F1 od 1985. Vlasnik i osnivač momčadi je bio Giancarlo Minardi. Godine 2001. momčad je kupio australski biznismen Paul Stoddart, a ponovno je prodana 2005. austrijskoj kompaniji Red Bull kada mjenja ime u Toro Rosso.

## Povijest
Minardi F1 Team → Scuderia Toro Rosso
Momčad Minardija u Formuli 1 nije bila naročito uspješna. U 345 utrka osvojila je tek 38 bodova. Momčad su obilježili nemogućnost financijske kompetencije u društvu mnogo bogatijih suparnika poput Ferrarija i McLarena. Ipak, kroz momčadi je prošlo nekoliko značajnih vozača poput dvostrukog prvaka Fernanda Alonsa, Tarsa Marquesa, Pierluigija Martinija, Giancarla Fisichelle i Jarna Trullija.